# くふうカンパニー
株式会社くふうカンパニー（Kufu Company Inc.）は、家計簿サービスである「Zaim」の運営やチラシ・買い物情報サービスである「トクバイ」の運営などを手掛けている企業。くふうカンパニーホールディングスの100%子会社。旧社名は株式会社くふうAIスタジオ。

## 概要
2012年9月に株式会社Zaimとして設立し、当初は家計簿サービスである「Zaim」のみを手掛けていた。2019年1月にくふうカンパニー（初代、後のくふう住まい）の連結子会社となった。
くふうカンパニーグループ入り後は再編を繰り返しており、2023年7月には株式交換によりくふうカンパニーホールディングスの完全子会社となり、商号を株式会社くふうAIスタジオに変更。同時にDa Vinci Studioを吸収合併した。2024年11月には旅行・おでかけメディア「RETRIP」の運営を手掛けていたRETRIPを吸収合併した他、2025年1月にはチラシ・買い物情報サービスである「トクバイ」の運営を手掛けていたロコガイドを吸収合併したと同時に、商号を株式会社くふうカンパニー（3代）に変更した。以降は「Zaim」「RETRIP」「トクバイ」などの運営を手掛けている。

## 沿革
- 2012年9月 - 株式会社Zaimとして設立。
- 2019年1月 - くふうカンパニー（初代、後のくふう住まい）の連結子会社となる。
- 2023年7月 - 株式交換によりくふうカンパニーホールディングスの完全子会社となる。商号を株式会社くふうAIスタジオに変更したと同時に、Da Vinci Studioを吸収合併。
- 2024年11月 - RETRIPを吸収合併。
- 2025年1月 - ロコガイドを吸収合併。同時に商号を株式会社くふうカンパニー（3代）に変更。